# Médaille de la Tournée Impériale
La Médaille de la Tournée Impériale (ou Médaille commémorative de la Tournée Impériale) est une distinction honorifique de l'empire de Corée, créée par l'Empereur Yunghui. Cette médaille a été instaurée en 1909, elle commémore la visite de l'empereur Empereur Yunghui dans la partie ouest et sud de la Corée. Cette tournée est probablement une tentative de consolider la position de l'empereur face à l'augmentation de la pression japonaise.
Elle aurait probablement été attribuée aux membres de l'entourage de l'empereur, à certaines personnes étant associé au projet de tour, aux fonctionnaires locaux des zones visitées.
Cette médaille se compose de deux classes : la 1re classe pour l'empereur et sa famille, la 2e classe pour les nobles et roturiers.

## Histoire

### Tournée Impériale
La tradition veux que l'empereur reste au palais du souverain.
En 1909, l'empereur Yuihui effectue une tournée dans le sud et l'ouest du pays, cette tournée est probablement motiver par la nécessité de renforcer la position de l'empereur face à l'augmentation de la pression japonaise.
La médaille commémore ce voyage.
Le Japon avait aussi créé une médaille en 1907 pour la visite du prince héritier japonais en Corée.

### Fabrication
Les médailles auraient été fabriquées en Corée, et conçu sur le modèle des décorations japonaises.

## Nomination
Elle aurait probablement été attribuée aux membres de l'entourage de l'empereur, à certaines personnes étant associé au projet de tournée dans le pays, ainsi qu'aux fonctionnaires locaux des zones visitées.

## Apparence
La médaille représente la bannière de l'empereur coréen arborant au centre une fleur de prunier avec quatre houppes flottant au vent.
Sur le revers il est inscrit en coréen « Grand Empire de Corée, Grand Empereur de Corée, Médaille commémorative du voyage au Sud et à l'Ouest, Sunjong 3 ».
Le ruban est moiré et mesure 37 mm de large. La bande centrale du ruban est rouge clair, et des bandes de 7 mm sur chaque extrémité sont jaune pâle.

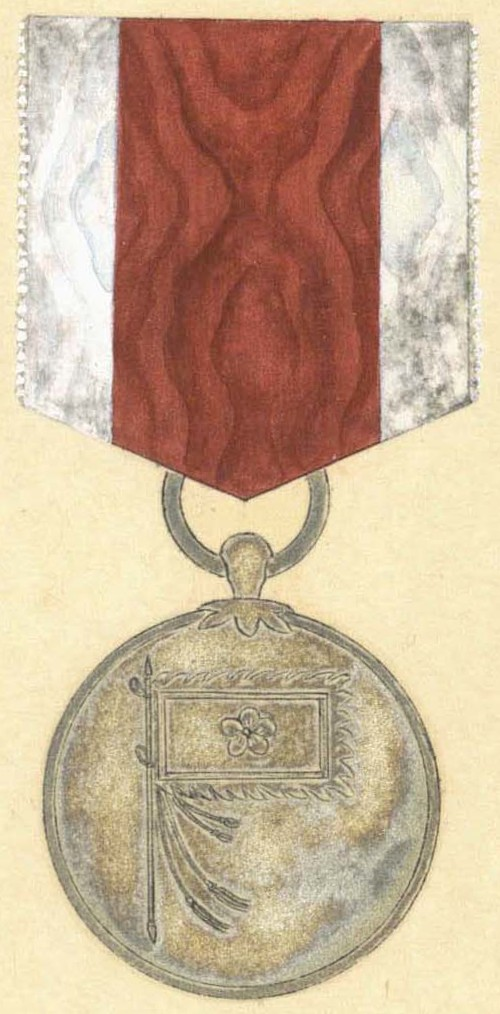
Avers de la médaille, représentant la bannière impérial avec quatre houppes flottant au vent.
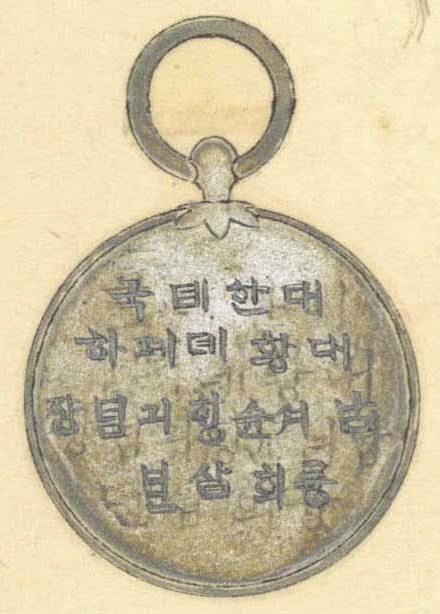
Revers de la médaille.
Ruban de la médaille.

### Alliage
Pour la 1re classe une médaille en or massif est décerné, pour la 2nd classe celle-ci est en argent massif.

## Grades
Cette médaille se compose de deux classes :
- la 1re classe pour l'empereur et sa famille
- la 2e classe pour les nobles et roturiers[3].